# 吉岡友見
吉岡 友見（よしおか ともみ、1980年5月9日 - ）は、日本のお笑いタレント、喜劇女優である。吉本新喜劇の座員。
兵庫県三田市出身。よしもとクリエイティブ・エージェンシー所属。

## 来歴・人物
- 2012年、吉本新喜劇の第6個目金の卵オーディションを受け合格し入団。
- 食べる事が好きであり、オーディションでは、母親に作って貰ったいなり寿司を食べる姿を見せる事で自身をアピールしていた[1]。

## 出演番組
- よしもと新喜劇（毎日放送）